# Neologi
Neologi er en betegnelse der kan bruges om en retning inden for oplysningstidens protestantiske teologi; den blomstrede 1740-1780 og fik blivende betydning gennem sin konfessionsløse udforskning af Bibelen og af den tidlige kristendoms historie. 
I et afsnit om den tyske oplysningsteologi skriver Leif Grane om Johann Salomo Semler (1725-91) og hans ligesindede:

I tysk teologihistorie har man vænnet sig til at skelne mellem gammel- og nyprotestantisme. Efter denne skelnen må man nok sige, at nyprotestantismens fader ikke er Schleiermacher, men snarere en mand som Semler. Overgangen mellem de to sker i det øjeblik, da dogmatikkens sætninger ikke længere direkte er udsagn om Gud, som han er åbenbaret i Skriften. Med andre ord når man opgiver at forstå teologi som "Gudsvidenskab", som guddommelig lære i modsætning til naturvidenskaber og humanvidenskaber.
Overgangen sker, da man er parat til at erkende, at teologi er en menneskelig-historisk affære og derfor undergivet den forgængelighed og forandring som er givet dermed. 

Semler og hans ligesindede indlod sig med tidsånden, og de kom til resultater, der afveg så kraftigt fra deres forgængeres, at det ikke er uberettiget at betragte dem som stående på den anden side af et markant skel i den protestantiske teologis historie. 

Man kan spørge, om opdagerglæden bedrog dem, så de ikke fuldt ud så konsekvenserne af, hvad de gjorde. Men inden man dadler dem for det, bør man huske, at de ikke blot var glade for nye opdagelser, men at de også var dybt præget af den forståelse af personlig redelighed og respekt for det, man tvinges til at indse som sandhed, der hører til oplysningens bedste egenskaber, men som i øvrigt også er en umistelig del af den reformatoriske tradition. Man kommer dog ikke uden om, at det ikke var teologerne, der først og fremmest og mest dybtgående indså betydningen af den historiske kritik for kristendommen. 